# Carmen Douma-Hussar
Carmen Ruth Douma-Hussar (* 12. März 1977 in Cambridge, Ontario) ist eine ehemalige kanadische Leichtathletin, die sich auf den 1500-Meter-Lauf spezialisiert hat.

## Sportliche Laufbahn
Erste internationale Erfahrungen sammelte Carmen Douma-Hussar, die an der Villanova University studierte, und 1998 NCAA-Collegemeisterin im 1500-Meter-Lauf im Freien sowie 1998 und 2000 in der Halle wurde, bei den Crosslauf-Weltmeisterschaften 2001 in Ostende, bei denen sie nach 16:41 min den 69. Platz im Kurzrennen belegte. Im Jahr darauf wurde sie bei den Crosslauf-Weltmeisterschaften in Dublin nach 14:44 min 53. im Kurzrennen und bei den Crosslauf-Weltmeisterschaften 2003 in Lausanne lief sie nach 13:43 min auf dem 37. Platz ein. 2004 startete sie bei den Hallenweltmeisterschaften in Budapest und gewann dort in 4:08,18 min die Silbermedaille über 1500 Meter hinter der Äthiopierin Kutre Dulecha. Im August nahm sie an den Olympischen Sommerspielen in Athen teil und belegte dort in 4:02,31 min im Finale den neunten Platz. Anschließend belegte sie beim IAAF World Athletics Final in Monaco in 4:05,94 min den fünften Platz. Zudem wurde sie im selben Jahr bei den Crosslauf-Weltmeisterschaften in Brüssel in 13:41 min 17. im Kurzrennen und sicherte sich in der Teamwertung die Bronzemedaille hinter den Teams aus Äthiopien und Kenia. Bei den Crosslauf-Weltmeisterschaften 2005 in Saint-Étienne nach 14:11 min 25. über die Kurzstrecke und im August gelangte sie bei den Weltmeisterschaften in Helsinki mit 4:05,08 min im Finale auf Rang neun. Anschließend belegte sie beim World Athletics Final in Monaco in 4:03,10 min den siebten Platz über 1500 Meter und gelangte im 3000-Meter-Lauf mit 8:53,83 min auf Rang neun. 2006 belegte sie bei den Commonwealth Games in Melbourne in 4:07,48 min den fünften Platz über 1500 Meter und kurz darauf wurde sie bei den Crosslauf-Weltmeisterschaften in Fukuoka nach 13:25 min 22. über die Kurzstrecke. Im September belegte sie beim World Athletics Final in Stuttgart in 4:08,67 min den siebten Platz, ehe sie beim IAAF World Cup in Athen in 4:07,36 min Sechste wurde. Im Jahr darauf schied sie bei den Weltmeisterschaften in Osaka mit 4:12,10 min im Vorlauf über 1500 Meter aus, ehe sie beim World Athletics Final in Stuttgart in 4:08,33 min den sechsten Platz belegte. In den folgenden Jahren bis 2023 bestritt sie vereinzelt Wettkämpfe im Straßenlauf über 10 km.
In den Jahren 2003, 2005 und 2007 wurde Douma-Hussar kanadische Meisterin im 1500-Meter-Lauf.

## Persönliche Bestleistungen
- 800 Meter: 2:02,43 min, 14. Mai 2004 in Haverford
- 1500 Meter: 4:02,29 min, 28. August 2005 in Rieti
  - 1500 Meter (Halle): 4:08,18 min, 6. März 2004 in Budapest
- 1 Meile: 4:26,76 min, 14. September 2007 in Brüssel
  - 1 Meile (Halle): 4:28,43 min, 22. Januar 2005 in New York City
- 3000 Meter: 8:53,83 min, 10. September 2005 in Monaco
  - 3000 Meter (Halle): 8:59,20 min, 29. Januar 2005 in Boston
- 10-km-Straßenlauf: 33:04 min, 7. November 2010 in Camden